# 贾洛尔
贾洛尔，是印度拉贾斯坦邦贾洛尔县的一个城镇。总人口44828（2001年）。

## 人口
该地2001年总人口44828人，其中男性23931人，女性20897人；0—6岁人口7329人，其中男3867人，女3462人；识字率60.12%，其中男性为72.41%，女性为46.04%。